# Ligne de tramway 41 (Anvers)
La ligne 41 est une ancienne ligne du tramway vicinal d'Anvers de la Société nationale des chemins de fer vicinaux (SNCV) qui reliait Anvers à Turnhout entre 1895 et 1962.

## Histoire
15 août 1885 : mise en service entre la porte de Turnhout à Anvers et Wijnegem Canal; écartement du Cap (1 067 mm); traction vapeur, exploitation par la Antwerpsche Mij voor den Dienst van Buurtspoorwegen (AMDB), capital 1.
20 septembre 1885 : prolongement de Wijnegem Canal à Oostmalle et Hoogstraten.
1886 : extension de la porte d'Anvers Porte de Turnhout à Anvers Zurenborg (dépôt et station vicinale).
18 août 1886 : prolongement de Oostmalle à Turnhout.
1919 : mise à l'écartement métrique (1 000 mm).
1920 : reprise de l'exploitation par la SNCV.
7 juin 1926 : électrification entre Anvers Porte de Turnhout et Schilde, section Anvers Zurenborg - Anvers Porte de Turnhout déjà électrifiée (pour la ligne 42)
3 juin 1935 : suppression du trafic voyageur sur la section Anvers Porte de Turnhout - Anvers Zurenborg (maintien du dépôt), terminus déplacé à la Rooseveltplaats par les voies du tramway urbain.
28 avril 1941 : électrification entre Schilde et Turnhout Grand Place.
31 août 1949 : suppression de la section Oostmalle - Hoogstraten (traction autonome).
31 août 1960 : suppression de la section Oostmalle - Turnhout et suppression du service 41.
26 mai 1962 : suppression, remplacement par un autobus sous l'indice 41.